# Vincent Cimatti
Vincenzo Cimatti (15 juillet 1879 - 6 octobre 1965) est un missionnaire et compositeur italien actif au Japon.

## Biographie
Il étudie au lycée salésien de Valsalice (it) de Turin. En 1900, il sort diplômé de professeur de chorale au conservatoire de Parme. Il étudie ensuite l'agronomie et la philosophie à Turin.
Le 19 mars 1905, il est ordonné prêtre et enseigne l'agriculture, la pédagogie et le chant aux membres du clergé. De 1912 à 1919, il est le directeur de l'oratoire San Luigi de Turin, puis celui du lycée Valsalice de 1919 à 1925. Il demande ensuite à être envoyé au Japon.
Il développe une activité missionnaire sur le modèle de Jean Bosco. Il fonde les bases de l'ordre des Sœurs de la charité de Miyazaki (de) et étend l'œuvre salésienne dans les écoles et les oratoires. Le 1er août 1928, il est nommé supérieur du diocèse d'Ōita, puis de la préfecture apostolique de miyazaki et d'Ōita le 28 janvier 1935.
Il a réalisé de nombreux ouvrages sur la pédagogie, l'agriculture, l'hagiographie et aussi près de 950 œuvres de musique, dont 49 opérettes. Il est l'auteur du premier opéra en japonais, Hosokawa Grazia. Sa correspondance est constituée de 6128 lettres non encore publiées.
Après sa mort, il est reconnu comme un modèle de sainteté salésienne. Il existe aujourd'hui un musée Cimatti (it) à Tokyo.

## Source de la traduction
- (de) Cet article est partiellement ou en totalité issu de l’article de Wikipédia en allemand intitulé « Vincenzo Cimatti » (voir la liste des auteurs).